# Ronaldo Schwantes
Ronaldo Vadson Schwantes (Viamão, 1948 - Curitiba, 18 de julho de 2013) foi um esgrimista e político brasileiro.

## Carreira

### Desportista
De ascendência alemã e filho de esgrimistas, bem como pai do esgrimista que representou o Brasil nos Jogos Pan-Americanos de 2007 e nos Jogos Olímpicos de Verão de 2012, Athos Schwantes, começou a praticar a esgrima em 1964 e em 1975 passou a morar em Curitiba onde virou instrutor desta modalidade na Polícia Militar do Paraná.
Foi campeão brasileiro em 12 edições do Campeonato Brasileiro de Esgrima nas modalidades espada e florete. Com estas conquistas, Schwantes representou o Brasil em vários Jogos Pan-Americanos, tornando-se medalhista na edição dos Jogos Pan-Americanos de 1975, com uma medalha de bronze, e dois 4° lugares nas edições dos Jogos Pan-Americanos de 1979 e Jogos Pan-Americanos de 1983.

### Vida pública
Formado em Filosofia na PUCRS e em Educação Física, foi diretor técnico da Federação Paranaense de Esgrima, secretário da pasta de Direitos da Pessoa com Deficiência do município de Curitiba e assessor especial do prefeito Gustavo Fruet.